# 麥科德博物館

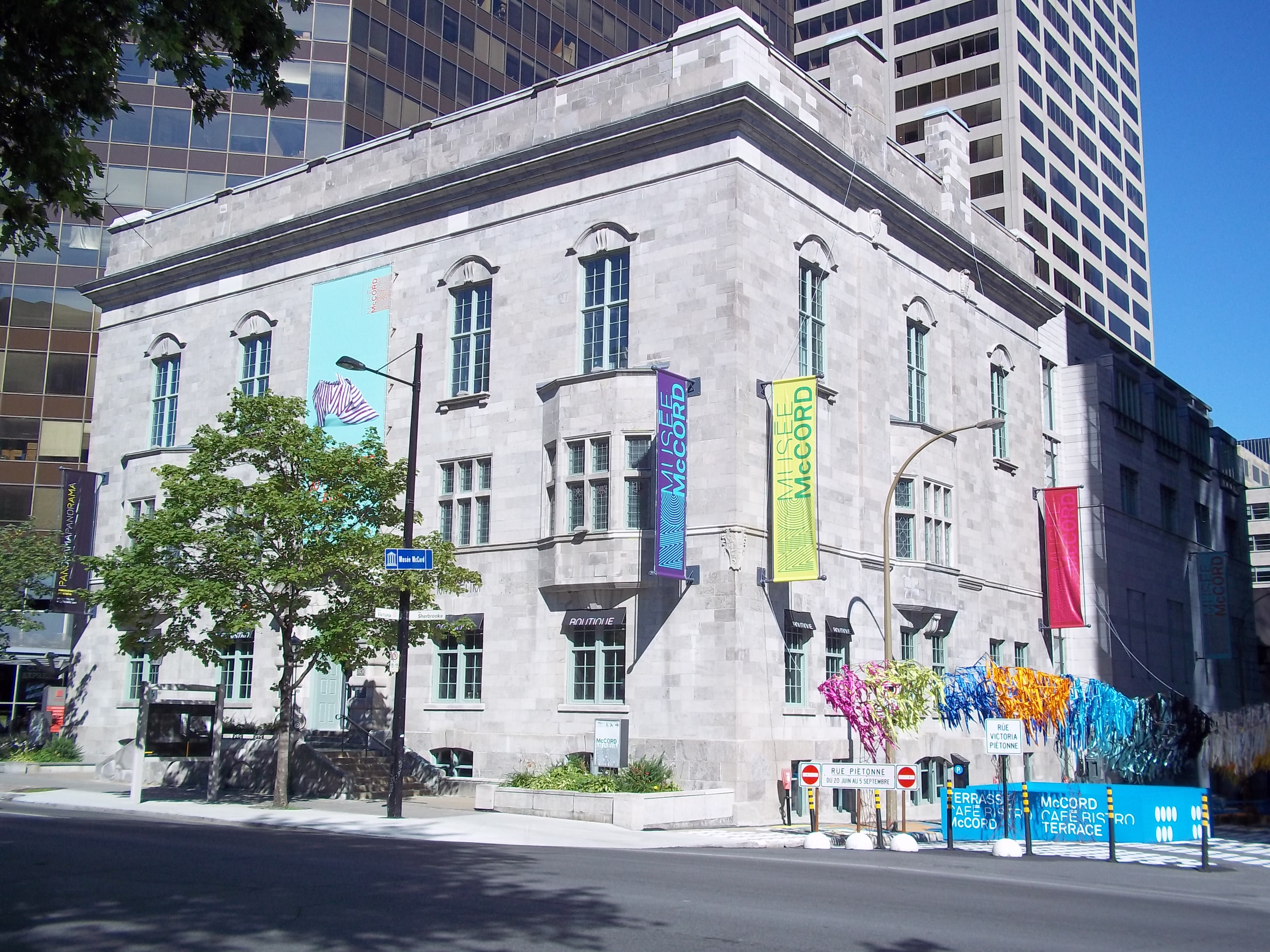
麥科德博物館外景

麥科德博物館（法語：Musée McCord）是位於加拿大魁北克蒙特利爾的一座博物館，主要展示和加拿大歷史有關的展覽品。

## 历史
麥科德博物館成立於1921年，曾長期由麥吉爾大學管理。現在麥科德博物館是一家私人博物館。

## 外部連結
- McCord Museum （页面存档备份，存于）